# Zameczek Myśliwski „Bażantarnia” w Bugaju
Zameczek Myśliwski „Bażantarnia” w Bugaju – zabytkowy zameczek myśliwski w Bugaju, w powiecie wrzesińskim, w województwie wielkopolskim.
Zameczek myśliwski, tak zwana Bażantarnia, został zbudowany na niewielkim wzniesieniu wśród lasów w XIX wieku. Budynek mieszkalny wzniesiony z kamienia i cegły jest parterowy. Od zachodniej strony posiada ośmioboczną wieżę. Częściowo otoczony murem obronnym z krenelażem i otworami strzelniczymi oraz basztą. W narożniku na murze umieszczono drewnianą czatownię. Całość przypomina średniowieczną warownię. Obecnie jest to obiekt prywatny. 

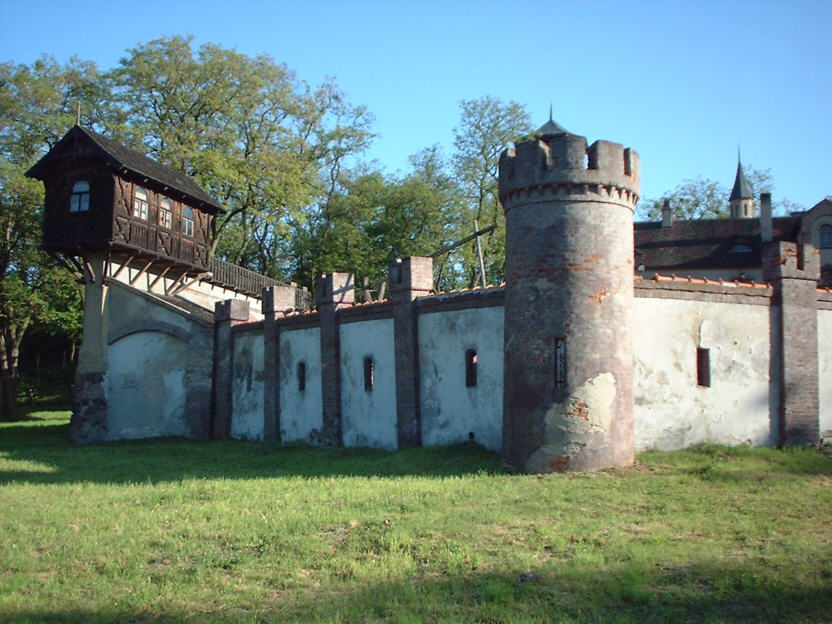
Mur obronny z basztą i czatownią